# アイス・エイジ5/止めろ! 惑星大衝突
『アイス・エイジ5/止めろ! 惑星大衝突』（原題: Ice Age: Collision Course）は、2016年のアメリカ合衆国の3DCGコンピューターアニメーション映画。
前作を手掛けたマイケル・サーマイヤーが引き続き監督を務めた。

## あらすじ
氷河期に生きる動物たちが繰り広げる大冒険を描いた人気アニメ映画「アイス・エイジ」のシリーズ第5弾。マンモスのマニーとエリーの娘ピーチは、恋人ジュリアンとの結婚が決まり幸せな日々を送っていた。そんな中、巨大惑星が地球に接近していることが判明。このまま地球に衝突すれば、地上の生き物たちは全滅してしまう。やがて、イタチの冒険家バックの発見により、惑星がいつも同じ山の麓に落ちていることがわかり、マニーやシド、ディエゴらが調査に向かうが……。

## 声の出演
| 役名               | 俳優                           | 日本語吹替 |
| ------------------ | ------------------------------ | ---------- |
| マニー             | レイ・ロマーノ                 | 山寺宏一   |
| シド               | ジョン・レグイザモ             | 太田光     |
| ディエゴ           | デニス・リアリー               | 石塚運昇   |
| スクラット         | クリス・ウェッジ               | 原語版流用 |
| バック             | サイモン・ペグ                 | 岩崎ひろし |
| シーラ             | ジェニファー・ロペス           | 杉村理加   |
| グラニーばあちゃん | ワンダ・サイクス               | 土井美加   |
| エリー             | クイーン・ラティファ           | 豊口めぐみ |
| ピーチ             | キキ・パーマー                 | 的場加恵   |
| ジュリアン         | アダム・ディヴァイン           | 勝杏里     |
| ブルック           | ジェシー・J                    | 白石涼子   |
| ルイス             | ジョシュ・ガッド               | 中國卓郎   |
| クラッシュ         | ショーン・ウィリアム・スコット | 永澤菜教   |
| エディ             | ジョシュ・ペック               | 片桐真衣   |